# Acrobatische gymnastiek
Acrobatische gymnastiek (ook wel acrogym of acro genoemd) is een onderdeel binnen de gymnastiek. Kenmerkend is dat acrogym niet individueel wordt beoefend maar in teams. Er zijn verschillende teamsamenstellingen mogelijk.

## Samenstelling van teams
- Dames duo (2 vrouwen)
- Dames trio (3 vrouwen)
- Heren duo (2 mannen)
- Heren groep (4 mannen)
- Mix-paar (een jongen/meisje; de jongen moet vanaf C niveau altijd de onderpartner zijn)

De teams bestaan uit een bovenpartner en onderpartner(s). De bovenpartner voert statische houdingen uit op de onderpartner(s), zoals handstanden, krachthandstanden, hoeksteunen of hoeksteunen toe, of andere elastische oefeningen. Bij dynamische (tempo) oefeningen wordt de bovenpartner geworpen door de onderpartners, waarbij er dan bijvoorbeeld een salto gemaakt wordt door de bovenpartner.
Alle teams kunnen zich weer presenteren in verschillende niveaus.

## Niveaus
De niveaus zijn onderverdeeld in verschillende niveaus. A is het hoogste niveau. Voor elk niveau gelden andere eisen. Deze zijn terug te vinden in de wedstrijdreglementen bij de KNGU.
- Recrea-niveau (leeftijd min. 8 jaar in het jaar van de wedstrijd)
- I-niveau ( leeftijd min. 8 jaar in het jaar van de wedstrijd)
- C-niveau (leeftijd min. 8 jaar in het jaar van de wedstrijd)
- B-niveau (leeftijd min. 9 jaar in het jaar van de wedstrijd)
- A-niveau (leeftijd min. 12 jaar in het jaar van de wedstrijd) (internationaal min. 15 jaar)

De niveaus zijn dan weer te verdelen in de verschillende leeftijdsgroepen:
- Leeftijdsgroep Pupillen (8-15 jaar in het jaar van de wedstrijd)
- Leeftijdsgroep Junioren 1 (10-18 jaar in het jaar van de wedstrijd) (internationaal 12-18)
- Leeftijdsgroep Junioren 2 (11-20 jaar in het jaar van de wedstrijd) (internationaal 13-19)[1]

## Oefening
De oefeningen worden uitgevoerd op een verende vloer van 12 bij 12 meter. De oefening wordt gedaan op muziek met een maximale lengte van 2 minuten en 30 seconde. Elk niveau stelt andere eisen aan de oefeningen. 
- E- & D-niveau: 1 combinatie oefening (combinatie van balans- en dynamische elementen)
- C-niveau: 1 balansoefening & 1 dynamische (tempo) oefening
- A-niveau: 1 combinatie oefening & 1 balans oefening & 1 dynamische (tempo) oefening

Bij balanselementen wordt er een houding aangenomen die minimaal drie seconden moet worden aangehouden, bij tempo-elementen wordt de bovenpartner geworpen, waarbij deze bijvoorbeeld een salto maakt. 

## Wedstrijd
Tijdens een wedstrijd worden de oefeningen op muziek getoond aan een jury. Deze jury geeft cijfers voor moeilijkheid, technische uitvoering en artisticiteit. Een oefening bestaat uit tempo-elementen, statische balansdelen, dans, ballet, lenigheid en gronddelen. Van de oefening kan een salto of schroef, uitgevoerd door de bovenpartner met steun van de onderpartner, deel uitmaken. Er dienen ook individuele elementen zoals een radslag of een salto in verwerkt te zijn. Niet alleen de elementen tellen mee met de punten telling maar ook de dans en de individuele elementen.

## Contactsport
Het is de bedoeling dat men als team gezamenlijk op muziek de oefening maakt. Men raakt elkaar als partner aan binnen de oefeningen, zowel hand-handcontact, als hand-voetcontact, als voet-voetcontact tussen de partners onderling. Ook kan er gesteund worden op andere lichaamsdelen zoals op de heupen of bovenbenen. Echter, in de dans gaan de partners vaak uit elkaar. Ook in de tempo-onderdelen moet de bovenpartner een moment los komen van de onderpartner, anders telt dit onderdeel niet voor de moeilijkheidswaarde. 